# EXE
.EXE (сокр. англ. executable — исполняемый) — расширение исполняемых файлов, применяемое в операционных системах DOS, Windows, Symbian OS, OS/2 и в некоторых других, соответствующее ряду форматов. Кроме объектного кода может содержать различные метаданные (ресурсы, цифровая подпись).

## Форматы .EXE
- MZ — 16-битный формат, основной формат файлов .EXE в DOS.
  - EXE-файлы для Windows и OS/2 используют другие форматы для основной части программы, но всё равно начинаются с заглушки в формате MZ, которая, как правило, при попытке запустить файл в DOS выводит сообщение This program cannot be run in DOS mode. («Эту программу невозможно запустить в режиме DOS») и завершает выполнение, хотя теоретически может запускать некий произвольный код, работоспособный в DOS.
- NE — 16-битный формат, использовался в Windows 3.x[2], OS/2 и MS-DOS.
- LE — смешанный 16- и 32-битный формат, ранее использовался в OS/2 и Windows (VxD).
- LX — 32-битный формат, используется в OS/2.
- PE — 32- и 64-битный формат, используется в современных версиях Windows, начиная с Windows NT и Windows 95.

## Структура файлов
Файл EXE, создаваемый компоновщиком, состоит из двух частей:
- управляющая информация для загрузчика;
- загрузочный модуль.

Информация для загрузчика, описанная ниже, расположена в начале файла и образует так называемый заголовок. Сразу за ним следует тело загрузочного модуля, представляющее собой копию образа памяти задачи, построенной компоновщиком.
Стандартная часть заголовка имеет следующий формат:
00-01 4D5A — сигнатура файла .EXE;
02-03 Длина образа задачи по модулю 512 (то есть число полезных байт в последнем блоке). Компоновщики версий до 1.10 помещали в это поле 04; если оно имеет такое значение, его рекомендуется игнорировать);
04-05 Длина файла в блоках;
06-07 Число элементов таблицы настройки адресов;
08-09 Длина заголовка в 16-байтных параграфах. Используется для выяснения начала тела загрузочного модуля;
0A-0B Минимальный объём памяти, которую нужно выделить после конца образа задачи (в 16-байтных параграфах);
0C-0D Максимальный объём памяти, которую нужно выделить после конца образа задачи (в 16-байтных параграфах);
0E-0F Сегментный адрес начала стекового сегмента относительно начала образа задачи;
10-11 Значение SP при входе в задачу;
12-13 Контрольная сумма — ноль минус результат сложения без переноса всех слов файла;
14-15 Значение IP (счетчика команд) при входе в задачу;
16-17 Сегментный адрес начала кодового сегмента относительно начала образа задачи;
18-19 Адрес первого элемента таблицы настройки адресов относительно начала файла;
1A-1B Номер сегмента перекрытий (0 для корневого сегмента программы).
Далее следует таблица настройки адресов. Таблица состоит из элементов, число которых записано в байтах 06-07. Элемент таблицы настройки состоит из двух полей: 2-байтного смещения и 2-байтного сегмента, и указывает слова в загрузочном модуле, содержащее адрес, который должен быть настроен на место памяти, в которое загружается задача.
Настройка производится следующим образом:
1. В области памяти после резидентной части выполняющей загрузку программы строится префикс программного сегмента (PSP);
2. Стандартная часть заголовка считывается в память;
3. Определяется длина тела загрузочного модуля (разность длины файла 04-07 и длины заголовка 08-09 плюс число байт в последнем блоке 02-03). В зависимости от признака, указывающего загружать задачу в конец памяти или в начало, определяется сегментный адрес для загрузки. Этот сегмент называется начальным сегментом;
4. Загрузочный модуль считывается в начальный сегмент;
5. Таблица настройки порциями считывается в рабочую память;
6. Для каждого элемента таблицы настройки к полю сегмента прибавляется сегментный адрес начального сегмента. В результате элемент таблицы указывает на слово в памяти, к которому прибавляется сегментный адрес начального сегмента;
7. Когда таблица настройки адресов обработана, в регистры SS и SP записываются значения, указанные в заголовке, а к SS прибавляется сегментный адрес начального сегмента. В ES и DS записывается сегментный адрес начала PSP. Управление передается по адресу, указанному в заголовке (байты 14-17).

## Структура программного сегмента
При обращении к нерезидентной команде или вызове программы операцией Exec, DOS определяет минимальный адрес, начиная с которого может быть загружена соответствующая программа. Эта область называется программным сегментом.
По смещению 0000 в программном сегменте DOS формирует префикс программного сегмента (PSP). Сама программа загружается по смещению 0100.
Программа завершается переходом по адресу 0000 в программном сегменте, выполнив INT 20, или выполнив INT 21 с AH=0 или AH=4C, или обратившись к подпрограмме по адресу 0050 в программном сегмент с AH=0 или AH=4C.
Примечание: при завершении иначе, чем операцией 4C, программа должна предварительно заслать в CS адрес начала своего программного сегмента.
Все четыре способа возвращают управление в резидентную часть COMMAND.COM (при этом операция 4C передает код завершения). Все четыре способа приводят к продолжению выполнения программы, обратившейся к операции Exec (4B). При этом вектора прерываний 22, 23 и 24 (завершение, Ctrl-Break, фатальная ошибка обмена) восстанавливаются из Префикса Программного сегмента возобновляемой задачи. Затем управление передается по адресу завершения. Если программа возвращается в COMMAND.COM, то управление передается в нерезидентную часть. Если это происходит во время выполнения командного файла, оно продолжается, иначе COMMAND выдает на терминал приглашение и ждет ввода следующей команды.
Когда загруженная программа получает управление, имеют место следующие условия:
Для всех программ:
1. В префиксе программного сегмента по смещению 2C передается адрес среды. Среда представляет собой последовательность строк ASCIIZ, вида параметр=значение. Общая длина строк среды не более 32 Кбайт; среда начинается с границы параграфа. После последней строки следует нулевой байт. Среда, передаваемая задаче от COMMAND, содержит, как минимум, параметр COMSPEC=(значение этого параметра — полное имя файла, содержащего используемый COMMAND.COM). Она также содержит значения, установленные командами PATH, PROMPT и SET. Передаваемая среда является копией среды родительского процесса. Если задача остается резидентом, то последующие команды PATH, PROMPT и SET не будут воздействовать на её среду.
2. По смещению 0050 в префиксе программного сегмента содержится программа обращения к операциям DOS. Таким образом, занеся в AH номер операции, программа может вызвать процедуры (LCALL) по адресу PSP + 50, а не обращаться к прерыванию 21.
3. Адрес буфера DTA установлен на PSP +80.
4. Блоки управления файлами, расположенные по смещениям 5C и 6C в префиксе программного сегмента заполняются в соответствии с параметрами командной строки. При этом если соответствующий параметр включает имя каталога, в FCB заносится только код устройства, имя файла формируется неправильно.
5. Неформатная часть, начинающаяся со смещения 81, содержит символы командной строки после имени команды, включая все пробелы и разделители. По смещению 80 помещена длина этой строки. Если командная строка включает параметры переназначения (на них указывают символы > и <) они не попадают сюда, так как переназначение прозрачно для программ.
6. Слово по смещению 6 содержит число байт в данном сегменте.
7. Регистр AX указывает, правильно ли заданы имена устройств в параметрах:

- AL = FF — имя устройства для первого параметра задано неверно, иначе AL = 00;
- AH = FF — имя устройства для первого параметра задано неверно, иначе AH = 00.

Для программ .EXE:
1. DS и ES указывают на начало префикса программного сегмента.
2. Регистры CS, IP, SS и SP получают значения, указанные компоновщиком.

Для программ .COM:
1. Все четыре сегментных регистра указывают на префикс программного сегмента.
2. Программе выделяется вся свободная память. Если программа запускает другие программы операцией Exec, то она должна освободить для неё часть памяти операцией Setblock (4A)
3. Счетчик команд IP получает значение 0100H.
4. Регистр SP указывает на конец программного сегмента. Длина сегмента в ячейке 6 префикса уменьшается на 0100H, чтобы освободить пространство для стека такого размера.
5. На вершину стека помешается нулевое слово.